# Phalaeops
Genre
Phalaeops est un genre d'araignées aranéomorphes de la famille des Pisauridae.

## Distribution
Les espèces de ce genre se rencontrent au Mozambique et à Djibouti.

## Liste des espèces
Selon World Spider Catalog (version 17.0, 06/05/2016) :
- Phalaeops mossambicus Roewer, 1955
- Phalaeops somalicus Roewer, 1955

## Publication originale
- Roewer, 1955 : Araneae Lycosaeformia I. (Agelenidae, Hahniidae, Pisauridae) mit Berücksichtigung aller Arten der äthiopischen Region. Exploration du Parc National de l'Upemba Mission G. F. De Witte, vol. 30, p. 1-420.